# Campo dei Carmini
Campo dei Carmini è un campo di Venezia, ubicato nel sestiere di Dorsoduro.
Di forma rettangolare, il campo è chiuso a nord dal rio di Santa Margherita; a ovest parte la fondamenta del Soccorso, sulla quale si affaccia Ca' Zenobio degli Armeni; a sud dalla grande facciata della chiesa di Santa Maria dei Carmini, che dà il nome all'area, e da una breve calle che porta all'estremo sud-ovest di Campo Santa Margherita; a est da numerosi edifici.
Oltre alla chiesa vi sono due importanti palazzi che hanno sede nel campo:
- Scuola Grande di Santa Maria del Carmelo, elegante struttura di origine cinquecentesca, che conserva al suo interno importanti opere di Giambattista Tiepolo.
- Palazzo Foscarini, imponente facciata rinascimentale che fu dimora del doge Marco Foscarini.